# 사가 (전시 공간)
사가는 서울특별시 성북구에 위치한 전시공간이다.
사가는 전승된 이야기, 규모가 큰 서사의 단위, 연대기, 일련의 사건 (혹은 모험) 등을 뜻하는 용어로 모두 이야기 만들기와 관련되어 있다. 크고 작은 서사들이 모이고 흩어지는 이곳에서 전시가 산출하는 인식과 특정한 시공간에서의 진실(들), 상호-배움의 가능성을 발견할 수 있다. 큐레이팅에 대항하는 ‘사가:에피소드’, 다른 형태의 지식/앎을 생산하는 ‘사가:레슨’, 빠른 리듬의 ‘사가:이벤트’, 물질화된 정신인 ‘사가:프레스’ 등을 통해 새로운 형태의 지식생산모델을 탐구한다.

## 프로그램

### 사가:에피소드
'사가:에피소드'는 전시의 형태로, 오늘날 리서치 기반의 작업과 담론 중심의 큐레이팅에 비판적인 입장을 취한다. 이론과 점점 긴밀하게 매개되고 있는 큐레이팅 경향과 전시가 산출하는 지식의 형태를 질문하며, 궁극적으로 정형화된 이론을 넘어 새로운 지식생산모델로서 전시의 가능성을 탐색한다.
- 에피소드 1 - 매킨토시 킨트  보관됨 2021-10-26 - 웨이백 머신
- 에피소드 2 - IGMO: Ignorant Mobility  보관됨 2021-10-26 - 웨이백 머신
- 에피소드 3 - 바디 랭귀지  보관됨 2021-10-26 - 웨이백 머신
- 에피소드 4 - 댄싱 캐스퍼  보관됨 2021-05-11 - 웨이백 머신

### 사가:레슨
'사가:레슨'은 배움과 앎의 사건이 어떤 식으로 촉발될 수 있는지와 관련된다. 소규모 워크숍을 통해 일종의 페다고지적 방법론을 갱신하고 소수에게 점유된 앎을 어떻게 확산과 공유, 전이시킬 수 있는지 고민하기 위한 프로그램이다. 특정한 시공간 안에서 유효한 진실과 상호-배움의 가능성을 추구한다. 봄, 여름, 가을, 겨울 각 계절마다 1개의 ‘코스’를 마련해 1년간 총 4차례 진행된다.

### 사가:이벤트
'사가:이벤트'는 비정기적인 학술행사이다.